# اچ‌ام‌اس لنکستر (اف۲۲۹)
اچ‌ام‌اس لنکستر (اف۲۲۹) (به انگلیسی: HMS Lancaster (F229)) یک کشتی است که طول آن 133 m (436 ft 4 in) می‌باشد. این کشتی در سال ۱۹۹۰ ساخته شد.